# Оксид палладия(II)
Оксид палладия(II) — неорганическое соединение, оксид металла палладия с формулой PdO, чёрные кристаллы, не растворимые в воде.

## Получение
- В природе встречается минерал палладинит — PdO с примесью меди и других металлов.

- Окисление палладиевой черни в кислороде:

{\displaystyle {\mathsf {2Pd+O_{2}\ {\xrightarrow {730^{o}C}}\ 2PdO}}}
- Разложение гидроксида палладия(II):

{\displaystyle {\mathsf {Pd(OH)_{2}\ {\xrightarrow {500^{o}C}}\ PdO+H_{2}O}}}
- Разложение нитрата палладия(II):

{\displaystyle {\mathsf {2Pd(NO_{3})_{2}\ {\xrightarrow {350^{o}C}}\ 2PdO+4NO_{2}+O_{2}}}}
- Сплавление хлорида палладия(II) с нитратом натрия:

{\displaystyle {\mathsf {PdCl_{2}+NaNO_{3}\ {\xrightarrow {270-370^{o}C}}\ PdO+NaNO_{2}+Cl_{2}}}}

## Физические свойства
Оксид палладия(II) образует чёрные кристаллы тетрагональной сингонии, пространственная группа P 4/mmm или P 4/mcm, параметры ячейки a = 0,302 нм, c = 0,531 нм, Z = 2.
Не растворяется в воде, р ПР = 32,92.

## Химические свойства
- Разлагается при нагревании:

{\displaystyle {\mathsf {2PdO\ {\xrightarrow {780-800^{o}C}}\ 2Pd+O_{2}}}}
- Растворяется в концентрированных галогенводородных кислотах:

{\displaystyle {\mathsf {PdO+4HCl\ {\xrightarrow {}}\ H_{2}[PdCl_{4}]+H_{2}O}}}
- Восстанавливается водородом при комнатной температуре:

{\displaystyle {\mathsf {PdO+H_{2}\ {\xrightarrow {}}\ Pd+H_{2}O}}}
- Реагирует в инертной атмосфере с оксидами щелочных металлов:

{\displaystyle {\mathsf {PdO+K_{2}O\ {\xrightarrow {600^{o}C,Ar}}\ K_{2}PdO_{2}}}}